# Jerome Robbins

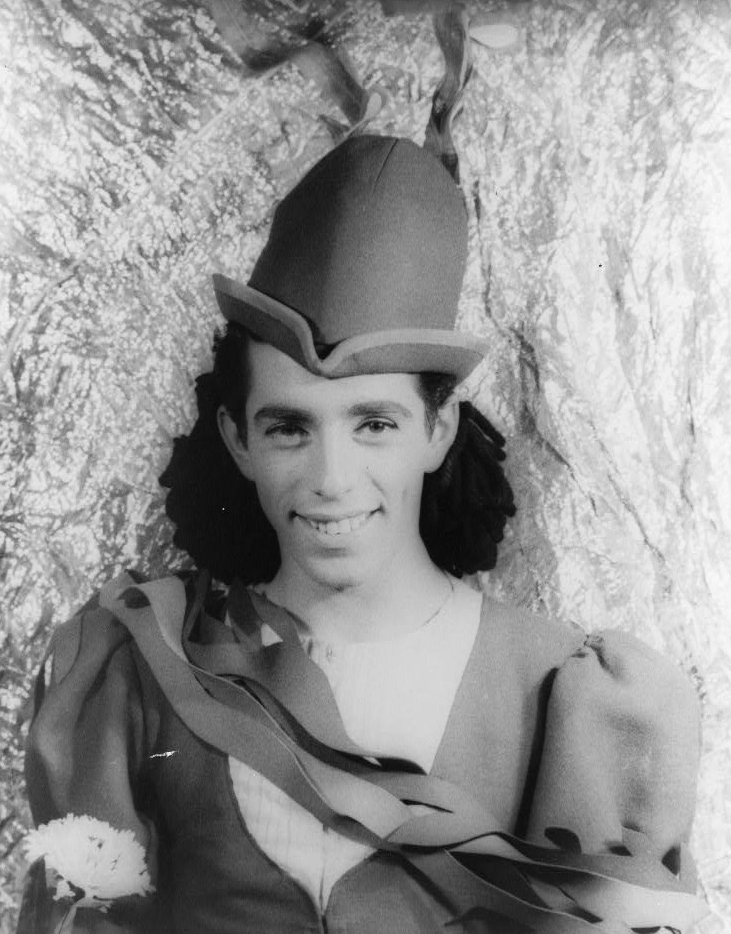
Jerome Robbins (1941), aufgenommen von
Carl van Vechten

Jerome Robbins (* 11. Oktober 1918 in New York City  als Jerome Wilson Rabinowitz; † 29. Juli 1998 ebenda) war ein US-amerikanischer Choreograf und Regisseur.

## Leben
Jerome Robbins stammte aus einem jüdischen New Yorker Elternhaus. Nach seiner Schulausbildung begann er ein Studium an der New York University, unterbrach es aber bereits nach einem Jahr. Dann studierte er Ballett bei Ella Daganova (1897 – 1988), Eugene Loring (1911 – 1982) und dem englischen Tanzpädagogen Antony Tudor (1908 – 1987) und ließ sich zum Modern Dance-Tänzer ausbilden. Seit 1937 trat er als Tänzer auf, zuerst im Musical Bereich und wechselte dann 1940 ans Ballett Theatre (späteres American Ballet Theatre). Großes Aufsehen erregten seine Solorollen als Hermes in Helen of Troy, als Moor in Petrouschka und als Benvolio in Romeo and Juliet. Im Jahr 1942 begann er mit der Arbeit zur Choreographie von Fancy Free nach der Musik von Leonard Bernstein (1918 – 1990). Es war sein erstes Ballett, das später zum Musical On the Town erweitert wurde. Im nächsten Jahr choreographierte Jerome Robbins Billion Dollar Baby. Berühmt wurde seine Choreografie des Musicals High Button Shoes (1947), dafür erhielt er den Tony Award. Für die Regie des Musicals Anatevka (1964) erhielt er erneut den Tony Award. Insgesamt wurde er mit diesem Preis fünfmal ausgezeichnet. Zudem war er der Choreograf des Musicals West Side Story. 1971 erarbeitete Robbins eine Choreographie zu den Goldberg-Variationen von Johann Sebastian Bach. Insgesamt umfasst sein Lebenswerk 66 Choreographien.
Von 1973  bis 1988 war er Mitglied des New Yorker State Council on the Arts/Dance Panel und seit 1974 Mitglied der National Council on the Arts. Robbins erhielt gemeinsam mit Robert Wise die Filmpreise Academy Award und Directors Guild of America Award für die Regie des Films West Side Story. Zur Produktion und Vermarktung  von Filmen zu Tanz- und Balletthemen gründete er das Jerome Robbins Film Archive of the Dance Collection der New York City Public Liberaly am Lincoln Center. Von 1983 bis 1990 war er am New York City Ballet Co-Balletmeister von Peter Martins. Für seine Leistungen und Innovationen auf dem Gebiet der Tanzkunst wurde ihm 1988 die National Medal of Arts verliehen. Ein Jahr später fasste Jerome Robbins Ausschnitte aus seinen früheren Produktionen zu einer großen Broadwayshow zusammen. 1985 wurde er zum Ehrenmitglied der American Academy of Arts and Letters gewählt. Die American Academy of Arts and Sciences nahm ihn 1993 als Mitglied auf.
Er starb nach einem Herzinfarkt in New York City. Seine Asche wurde über dem Atlantischen Ozean verstreut.

## Weiterführende Literatur
- Deborah Jowitt: Jerome Robbins. His life, his theater, his dance. Simon & Schuster, New York 2004, ISBN 0-684-86985-3 (619 S., illustriert. Teilweise einsehbar bei Google Books).
- Wendy Lesser: Jerome Robbins: a life in dance. Yale University Press, New Haven [2018], ISBN 978-0-300-19759-4.